# Sayyid Abd al-Rahman ibn al-Mahdi
El sàyyid Abd-ar-Rahman ibn al-Mahdí (àrab: عبد الرحمن بن المهدي, ʿAbd ar-Raḥmān al-Mahdī) (Omdurman, 15 de juliol de 1885 – Khartum, 1959) fou un líder religiós sudanès, cap de la tariqa mahdiyya també anomenada ansariyya, perquè els seus membres eren coneguts com els ansars, i fill pòstum (va néixer tres setmanes després de mort el seu pare) del mahdí Muhàmmad Àhmad (mort el 1885). La seva mare era neta del sultà del Darfur, Muhàmmad Fadl (1799/1800-1838). Va rebre una educació religiosa tradicional consistent en memoritzar l'Alcorà.

## Període de confinament
El 2 de setembre de 1898 els britànics vencien a la batalla de Karari o Omdurman i entraven a aquesta ciutat. La família del mahdí fou enviada a al-Shakaba, a la regió del Nil Blau (setembre de 1898) incloent a dos fills del mahdí, i a Muhammad Xerif, un cosí i possible successor. Mort Abdullahi en batalla el 24 de novembre de 1898, el 19 de gener de 1899 es va acordar el condomini del Sudan (Sudan Anglo-egipci). Muhàmmad Xerif i els dos fills grans del mahdí foren jutjats per una cort marcial i executats. Abd al-Rahman, molt jovem va poder viure amb un parent a la Gezira però en constant vigilància; el títol d'imam o de mahdí li fou prohibit; els membres de la mahdiyya van patir diverses restriccions com llegir llibres de Muhammad Ahmed o visitar llocs associats amb aquest o la seva tomba. El 1908 va poder viure a Omdurman i va estudiar amb Muhammad al-Badawi, però no va arribar a ser un coneixedor de la llei com el seu pare. El govern li va donar diners el 1908 per construir una mesquita familiar a Omdurman i li va tornar la granja paterna a l'illa d'Aba (Aba Island). Sempre es va declarar pacifista i el 1910 va fer una declaració pública de suport del condomini. Progressivament va començar a organitzar als seguidors de la mahdiyya com una tarika (confraria) religiosa anomenada Ansariyya. Va viure vigilat a Omdurman o l'illa d'Aba fins al 1914 però va fer visites clandestines a mesquites amb la cara coberta per no ser reconegut pels agents britànics; molta gent demanava la seva benedicció.

## Patrocini dels britànics
El governador general del Sudan Angloegipci, Sir Francis Reginald Wingate (1900-1916) havia seguit una política encaminada a eliminar les restes de mahdisme però en esclatar la I Guerra Mundial Wingate va actuar amb rapidesa per desactivar una crida a la gihad i a més de les mesures normals (censura, propaganda, arrestos preventius...) va modificar la política religiosa: com que la majoria dels fidels veneraven als santons (fikis) i als turuk sufites, el govern es va mostrar generós amb aquests especialment als que es considerava fidels, però fins i tot altres com Sayyid Abd al-Rahman ibn al-Mahdí, considerat potencial enemic però que va rebre com els altres exempcions d'impostos i altres beneficis a canvi del suport als britànics; el mahdí Muhammad Ahmad de fet havia fet la seva gihad contra els turcs i així el fill va poder col·laborar i ser rehabilitat. Durant tota la guerra va estar al costat dels britànics. El 1915 va ajudar els britànics a suprimir la revolta de les muntanyes Nuba. Va fer també visites a lloc on tenia fort suport i especialment als baggara dels Nil Blanc, mostrant-se contrari a la crida del sultà otomà a la gihad. Com que reunia molts partidaris els britànics el van enviar altre cop a Omdurman però va nomenar agents a les províncies del Nil Blau i Gezira (Sudan) i més tard a Kordofan i Darfur. Els Ansars van començar a utilitzar el prohibit llibre de pregàries del mahdí, cosa que els britànics van tolerar. Acabada la guerra va anar a Londres a felicitar al rei Jordi V de la Gran Bretanya per la victòria i va entregar l'espasa del mahdí al rei en signe de lleialtat. Un altre membre de la delegació era Sayyid Ali al-Mirghani, cap de la tarika Khatamiyya, rival de l'Ansariyya.
Els britànics van encoratjar a les tarikes amb el benentès que havien de ser moderades i lleials; els caps van rebre considerables beneficis. Sayyid Abd al-Rahman ibn al-Mahdí es va enriquir amb la producció de cotó, cultivat per seguidors (molts baggara) de Darfur i Kordofan; les tribus occidentals eren les que major donaven a l'Ansariyya a la riba del riu predominava la Khatamiyya. El govern britànic va ajudar els caps en les seves empreses comercials; els contactes de la seva actividtat li van permetre estendre la seva influència entre els comerciants. L'1 de gener de 1922 el govern va haver de suspendre els pagaments als notables mahdistes excepte a aquells que havien tingut els moviments restringits, en aquest cas Sayyid Abd al-Rahman ibn al-Mahdí que va veure incrementat el seu subsidi perquè havia d'ocupar-se d'altres notables als que s'havia retirat la subvenció. Els Ansars es decantaven per un govern britànic abans que egipci i per l'autodeterminació; el 1923 milers de pelegrins van anar a Aba a celebrar el ramadà i una part consideraven a Abd al-Rahman com el profeta Isa (Jesús); els britànics van saber que estava en contacte amb caps religiosos a Nigèria i Camerun als seguidors dels quals es prometia la victòria sobre els cristians colonialistes; el 1924 al ramadà, van anar a Aba molta gent de l'Àfrica occidental i els britànics van suspendre aquestos actes en endavant. El 1924 Sayyid Ali al-Mirghani declarava que preferia la unió a Egipte que una monarquia independent sota Sayyid Abd al-Rahman ibn al-Mahdí; els britànics van afavorir a Ali, al que veien com a líder religiós, contra Abd al-Rahman que veien com un líder polític-religiós amb ambicions.
El 1924 va pujar al poder al caire el wafd, amb Sad Zaghlul Pasha; va seguir l'intent de revolta dels oficials de la Lliga de la Bandera Blanca (que va fracassar per manca de suport de les tropes egípcies al país), i el 19 de novembre de 1924 l'assassinat al Caire del governador del Sudan Sir Lee Fitzmaurice Stack (que va forçar la dimissió de Zaghlul el 24 de novembre) va provocar una reacció britànica (imposició d'una multa, excuses públiques del govern egipci, supressió de manifestacions...) i la retirada de les guarnicions egípcies al Sudan. Tots els soldats egipcis havien de ser repatriats en les següents setmanes però es van amotinar i van refusar complir les ordes; el motí fou reprimit amb violència i l'administració fou purgada d'egipcis, però Abd al-Rahman va donar obert suport als britànics en aquestes mesures i al començament de 1926 va rebre el nomenament com a Cavaller de l'Orde de l'Imperi Britànic. No obstant el nou governador general Sir Geoffrey Francis Archer (5 de gener de 1925) va decidir que establiria unes Forces de Defensa sense oficials egipcis ni cap dependència d'Egipte (els oficials sudaneses conservarien el seu rang si no havien pres part en el motí) però va prohibir el reclutament dins aquestes forces dels Ansars. El Sudan Political Service va advertir a Archer de confiscar les armes als Ansars però el governador no va seguir el consell; el febrer de 1926 va visitar l'illa d'Aba amb una escorte armada i es va trobar amb Abd al-Rahman que li donava la benvinguda amb un cos de 1.500 homes, i no es va produir cap incident; Archer va manifestar que la visita cimentava l'amistat i les bones relacions però molts administrador britànics ho van veure com una concessió excessiva i finalment Archer va haver de dimitir (6 de juliol de 1926) i John Loader Maffey el va substituir el 31 d'octubre. Maffey va restringir els moviments d'Abd al-Rahman fora d'Omdurman i Khartum i va ordenar aturar les activitats polítiques i religioses dels seus seguidors.
El 1931 es van abaixar les taxes que pagaven els oficials de l'administració sudanesa i van esclatar protestes i manifestacions que foren ignorades. Una vaga general es va proclamar el 24 de novembre de 1931 i el govern va demanar la mediació d'Abd al-Rahman que va aconseguir apaivagar la protesta; això el va consolidar com a líder de la "intelligentsia", les elites educades del Sudan. El 1935 Sayyid Abd al-Rahman va fundar al-Nil (el Nil), òrgan dels Ansars i el primer diari en àrab del Sudan, que el va ajudar a guanyar influència entre les elits incloent oficials de l'administració molts dels quals van adherir als Ansars. Els britànics consideraven que Abd al-Rahman esperava ser nomenat rei i sospitaven dels motius dels seus actes; els documents mostren una barreja de temor i hostilitat a la seva creixent influència.

## Participació en política
El Tractat anglo-egipci de 1936 reconeixia els drets de sobirania d'Egipte sobre Sudan a canvi de veure reconeguts els drets britànics a la vall del Nil i al Canal de Suez; permetia una emigració il·limitada d'egipcis al Sudan i el retorn al sud de les tropes egípcies. El 1937 Abd al-Rahman va visitar Anglaterra i Egipte i es va entrevistar amb el rei Faruk I. El seu fill Saddik al-Mahdi ibn Abd al-Rahman (homònim del després primer ministre) va visitar també Egipte i va tenir una audiència reial; els britànics va témer una aliança dels Ansars amb Egipte. Llavors van donar el seu suport obert a Sayyid Ali al-Mirghani de la tarika Khatamiyya. Sayyid Abd al-Rahman va alertar que Ali al-Marghani era pro-italià a causa dels interessos de la seva família a Eritrea però els britànics no van canviar d'actitud.
El govern sudanès havia promulgat la llei anomenada Powers of Nomad Shiekhs Ordinance el 1922, i el 1923 va reconèixer i reforçar els poders judicials d'uns 300 líders tribals; els britànics van ignorar les pretensions dels sudanesos educats que treballaven pel govern en el sentit de tenir major part a l'administració; el principi del govern indirecte fou assignat tanmateix als Sayyids, incloent Abd al-Rahman, amb major poder per prevenir els canvis que reclamava l'oposició secular. En un gir polític, el Congrés de Graduats, que no era polític, va llençar un fòrum per les elits del Sudan per fer conèixer les seves opinions i demandes i presentar-se com a alternativa als líders tribals desacreditats. El Congrés, del qual Ismail al-Azhari fou secretari, es va dividir l'estiu de 1940 en moderats (partidaris de col·laborar amb els britànics i esdevenir independents) i radicals; Ansars i Khatamiyya van donar suport respectiu a cada facció; inicialment els Ansars (moderats) foren dominants, però en plena guerra els britànics no podien atendre les seves peticions, i a finals del 1942 es va imposar el sector radical (dirigit per al-Azhari, partidari de la unió a Egipte). Molts dels congressistes eren partidaris d'Abd al-Rahman com a líder religiós, però com a polític només compartien el principi d'independència; altres no eren membres ni simpatitzants dels Ansars, i així van sorgir diverses faccions. La facció radical va crear el 1943 el grup Ashikka o Ashiqqa (Germans) que fou el primer partit polític del Sudan i va rebre el suport de la secta Khatamiyya.
El maig de 1944 el govern va crear el Consell Consultiu, aprovat per Sayyid Abd al-Rahman. La majoria dels seus membres foren Ansars o líders tribals. Bona part de l'elit sudanesa va considerar sospitós el Consell i en les eleccions del 1944 es van decantar cap als Khatamiyya, ja que molts pensava que convenia conservar llaços amb Egipte per contraposar aquest estat als britànics i no volien una monarquia sota Sayyid Abd al-Rahman. L'agost de 1944 Sayyid Abd al-Rahman es va trobar amb membres del Congrés de Graduats i caps tribals en vista a la formació d'un partit polític independentista sense associació amb la mahdiyya. Es va decidir publicar un nou diari, al-Umma (La Communitat). El febrer de 1945 es va crear el partit Umma sent primer secretari Abdallah Khalil; Sayyid Abd al-Rahman o els Ansars no hi eren esmentats però era evident que n'estava al darrere; van córrer no obstant rumors que era una creació del poder colonial que volia posar al tron a Sayyid Abd al-Rahman, però el juny de 1945 el govern va dir públicament que no donaria suport a una monarquia mahdista.
Abd al-Rahman donava suport al govern colonial britànic però amb la independència com a etapa final. Era evident que no podria mantenir sempre aquesta posició, ja que l'estatut colonial era incompatible amb la independència i que tard o d'hora s'hauria d'enfrontar als britànics. El 1946 al-Azhari, cap del partit Ashiqqa, va començar a buscar suports per la seva unió de la Vall del Nil (Egipte i Sudan) i Abd al-Rahman se li va oposar i va formar l'anomenat "Front per la Independència" organitzant manifestacions a tot el Sudan en contra del l'acord Anglo-egipci sobre Sudan (Protocol Sidki-Bevin d'octubre de 1946). El novembre de 1946, Abd al-Rahman va anar a Londres via el Caire i el govern egipci el va ignorar; a Londres va conversar dues hores amb el primer ministre Clement Attlee al que va anunciar que lluitaria per la independència.
El 1948 el governador general va establir una Assemblea legislativa amb 10 membres designats pel governador i 65 elegits; al mateix temps es va establir un Consell Executiu del que la meitat almenys havien de ser sudanesos. A les eleccions l'Umma va obtenir la majoria. Abd al-Rahman va donar suport a les tasques de l'Assemblea Legislativa iniciades el desembre de 1948. Al-Azhari s'hi oposava i la va boicotejar. El desembre de 1950 un membre de l'Umma a l'assemblea va presentar una resolució per la qual el governador havia de demanar que Egipte i la Gran Bretanya concedissin junts la independència al Sudan; això va trobar l'oposició dels britànics que van al·legar que la moció no era valida, ja que l'assemblea no era representativa atès que al-Azhari i la tarika Khatamiya no hi participaven. La moció fou aprovada per un vot i Abd al-Rahman i al-Azhari van reclamar la victòria, el primer per què s'havia votat i el segon perquè com deien els britànics l'assemblea no era representativa sense ell i si hi hagués estat no s'haguera aprovat. Després l'Umma va forçar un comitè per redactar una constitució per un Sudan independent (1951) la qual fou aprovada el 17 de gener de 1952 i adoptada l'abril de 1952.

## Independència del Sudan
El cop d'estat d'Egipte de 23 de juliol de 1952 va portar al front del govern al general Muhammad Naguib; la junta militar va proclamar el seu desig d'acordar l'autodeterminació al Sudan (ratificat en un acord amb l'Umma el 10 de gener de 1953) i Sayyid Abd al-Rahman va assolir llavors la posició de ministre en cap del consell executiu (22 d'octubre de 1952) restant en funcions de fet fins al 6 de gener de 1954. L'octubre de 1952 va anar a Londres i es va entrevistar amb Winston Churchill. Això va deixar als partits sudanesos fora de joc i van entrar en contacte directe amb la junta sense intervenció dels britànics i per un tractat a formal entre Egipte i la Gran Bretanya, les dues potències administradores van aprovar la constitució sudanesa (12 de febrer de 1953) i van establir les bases de l'autodeterminació després d'un període de transició de tres anys per sudanitzar l'administració, establir les institucions previstes per la constitució, i eleccions a un parlament nacional. El 1953 al-Azhari fundava el Partit Nacional Unionista (PNU).
Celebrades les eleccions el novembre del 1953 van donar la majoria al partit d'al-Azhari (que va tenir el seu suport principal al nord i centre del país) amb 51 diputats, seguit de l'Umma amb 22, el Partit Liberal (sudista) amb 9, el Partit Socialista Republicà amb 3, el Front Antiimperialista amb 1, i 11 independents. La constitució preveia també a més de la Cambra de diputats, un senat on també van triomfar els unionistes (22 escons) seguits d'Umma amb 3, liberals sudistes amb 3 i 2 independents (el governador general designava 20 senadors i el nomenament va recaure en general en personalitats sense afiliació política). La campanya de l'Umma fou dolenta i es va alienar a tots els que no eren mahdistes; altres partits només tenien una audiència local o com a molt regional o estaven massa als extrems. El 6 de gener de 1954 Ismail al-Azhari agafava el càrrec de primer ministre.
L'agost de 1954 Sayyid Abd al-Rahman va patrocinar un tour pel sud de Buth Diu, líder del Partit Liberal Sudista. En els seus discursos Buth Diu citava les paraules de la campanya del PNU en les quals prometia un sistema federal en el qual les províncies del sud tindrien considerable autonomia. Al-Azhari va considerar això com una sedició i va amenaçar amb l'ús de la força per prevenir la secessió del sud. El maig de 1955 Ismail al-Azhari va anunciar que Sudan buscaria la independència completa, en haver esdevingut aquesta posició la que comptava amb més suport al país. Al-Azhari començava a adquirir massa poder i Sayyid Ali al-Mirghani i Sayyid Abd al-Rahman van intuir que podrien perdre la seva influència. A l'octubre de 1955 Sayyid Ali va començar a preparar l'eliminació d'Ismail al-Azhari; la clau era el plebiscit que havia de decidir si Sudan volia ser independent o unir-se a Egipte; Ali donava suport al plebiscit mentre Ismail al-Azhari s'hi oposava. Azhari va intentar una coalició amb l'Umma i va sondejar a Abd al-Rahman. Sudan va esdevenir formalment independent l'1 de gener de 1956. El 2 de febrer de 1956 Ismail al-Azhari va anunciar un nou govern que incloïa membres de tots els principals partits polítics. Aviat membres del seu propi partit el van abandonar (juny) i va haver de dimitir (juliol). L'Umma va formar llavors un nou govern d'àmplia coalició.
Del 27 de febrer a 8 de març de 1958 es van fer les primeres eleccions del Sudan independent. Abd al-Rahman i el seu partit Umma van aconseguir la victòria; va obtenir 63 escons (de 173); el Partit Nacional Unionista, 45; el Partit Democràtic Popular (escissió de l'anterior), 27; el Partit Liberal Sudista, 20; el Partit Sudista Independent 16; el Partit Antiimperialista, 1; el Partit Federal Sudista, 1; i el Bloc Federal Sudanès del Sud, 25. Al senat (30 membres) 14 de l'Umma, 5 del Partit Nacional Unionista, 5 del Partit Democràtic Popular i 6 dels grups sudistes. Els partits sudistes tenien 62 escons, quasi tots els de la províncies del sud, però com que els partits del nord no estaven disposar a negociar un acord federal, van abandonar el parlament.

## Mort
El 17 novembre de 1958 l'exèrcit va donar un cop d'estat dirigit pel general Ibrahim Abbud. El dia 19 Abd al-Rahman va donar suport a l'acció dels militars i segurament esperava ser nomenat president vitalici però les expectatives no es van complir. Va morir a Khartum uns mesos després. Al front dels Ansars el va succeir el seu fill Saddik al-Mahdi ibn Abd al-Rahman.